# Саудовская Аравия на зимних Олимпийских играх 2022
Саудовская Аравия участвовала в зимних Олимпийских играх 2022 года в Пекине, Китай, с 4 по 20 февраля 2022 года. Это стало дебютом страны на зимних Олимпийских играх. Сборная Саудовской Аравии состояла из одного мужчины-горнолыжника Файика Абди.
Абди был знаменосцем страны на церемонии открытия. Тем временем доброволец был знаменосцем на церемонии закрытия.

## Предыстория
В начале 2021 года Федерация зимних видов спорта Саудовской Аравии объявила о поиске лыжников и сноубордистов, которые потенциально могли бы выступить за страну на Олимпийских играх. По всему миру было получено около 100 заявок (включая заявки с саудовским наследием за рубежом). Восемь спортсменов были отобраны для прохождения дальнейшей подготовки с целью отбора на Олимпийские игры.

## Участники
Ниже приведён список участников, участвующих в Олимпийских Играх.
| Спорт       | Мужчины | Женщины | Всего |
| ----------- | ------- | ------- | ----- |
| Горные лыжи | 1       | 0       | 1     |
| Всего       | 1       | 0       | 1     |

## Горные лыжи
Саудовская Аравия выполнила основные квалификационные требования для участия одного горнолыжника-мужчины. Два лыжника смогли выполнить норматив, и в конечном итоге Файик Абди был выбран для участия в соревнованиях за страну.
| Спортсмен  | Событие                     | Забег 1 | Забег 1 | Забег 2 | Забег 2 | Всего   | Всего |
| Спортсмен  | Событие                     | Время   | Место   | Время   | Место   | Время   | Место |
| ---------- | --------------------------- | ------- | ------- | ------- | ------- | ------- | ----- |
| Файик Абди | Гигантский слалом — мужчины | 1:21.44 | 51      | 1:25.41 | 45      | 2:46.85 | 44    |